# Loup blanc (animal)
Pour les articles homonymes, voir Loup blanc.
Un loup blanc est un loup gris (Canis lupus) dont la robe est globalement blanche. Fréquent chez cette espèce, ce phénotype se retrouve chez les sous-espèces suivantes : le loup arctique, le loup de la Terre de Baffin, le loup d'Alaska, le loup de la toundra d'Alaska et le loup de Terre-Neuve (aujourd'hui éteint). Cette couleur (en) est moins présente chez le loup de Vancouver et le dingo.

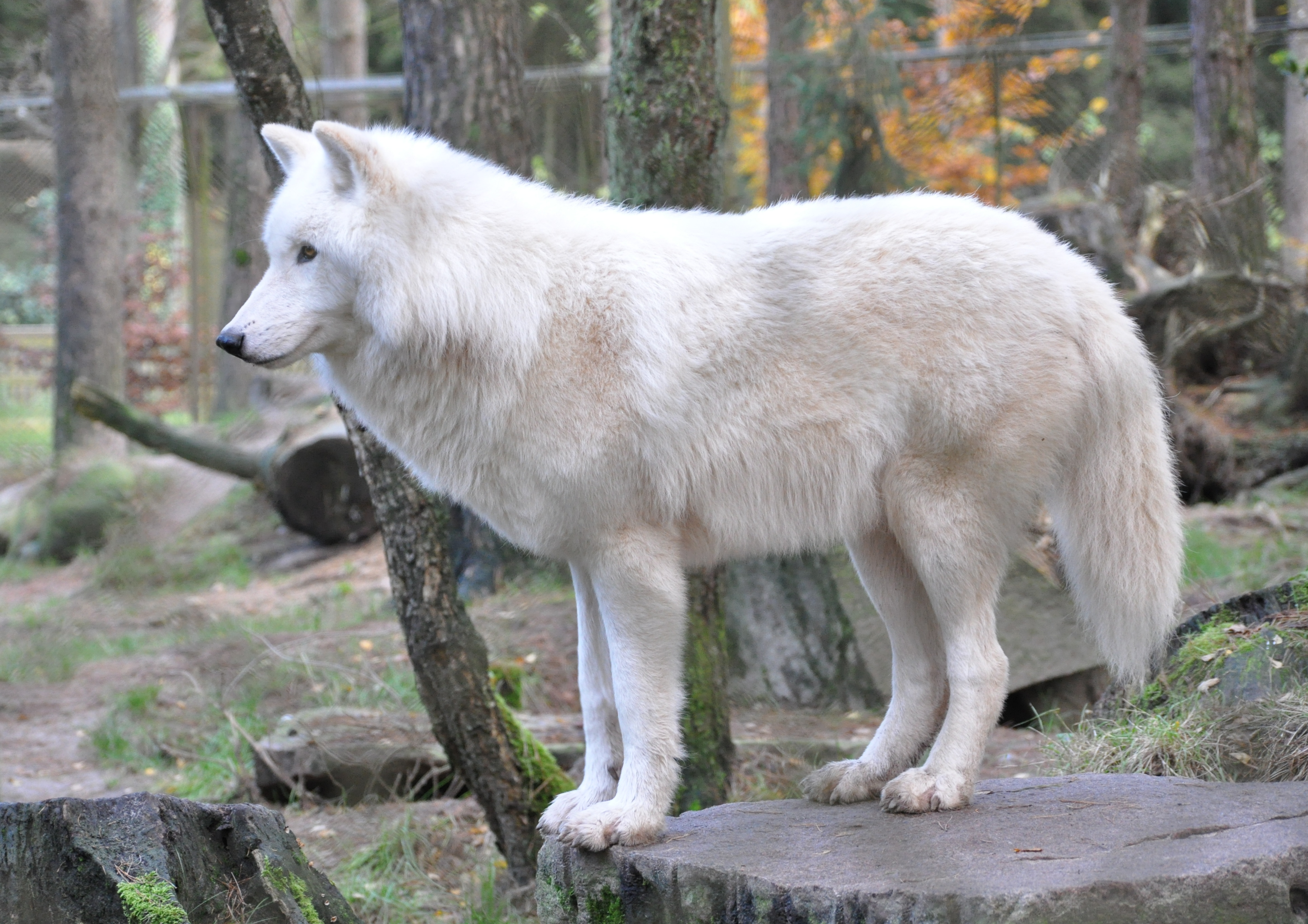
Loup arctique (C. l. arctos)
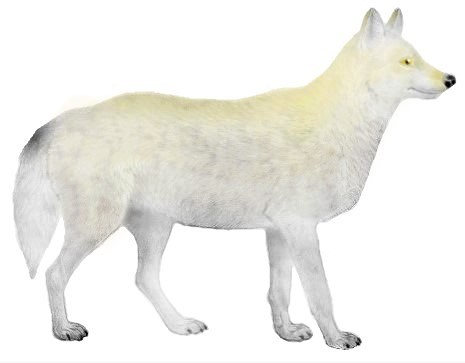
Loup de la Terre de Baffin (C. l. manningi)
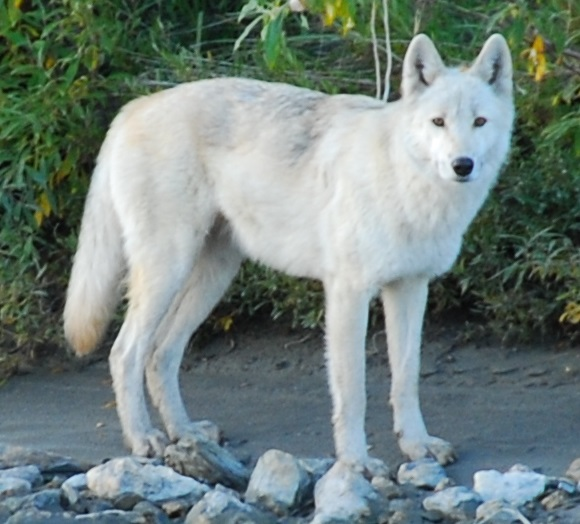
Loup d'Alaska (C. l. pambasileus)
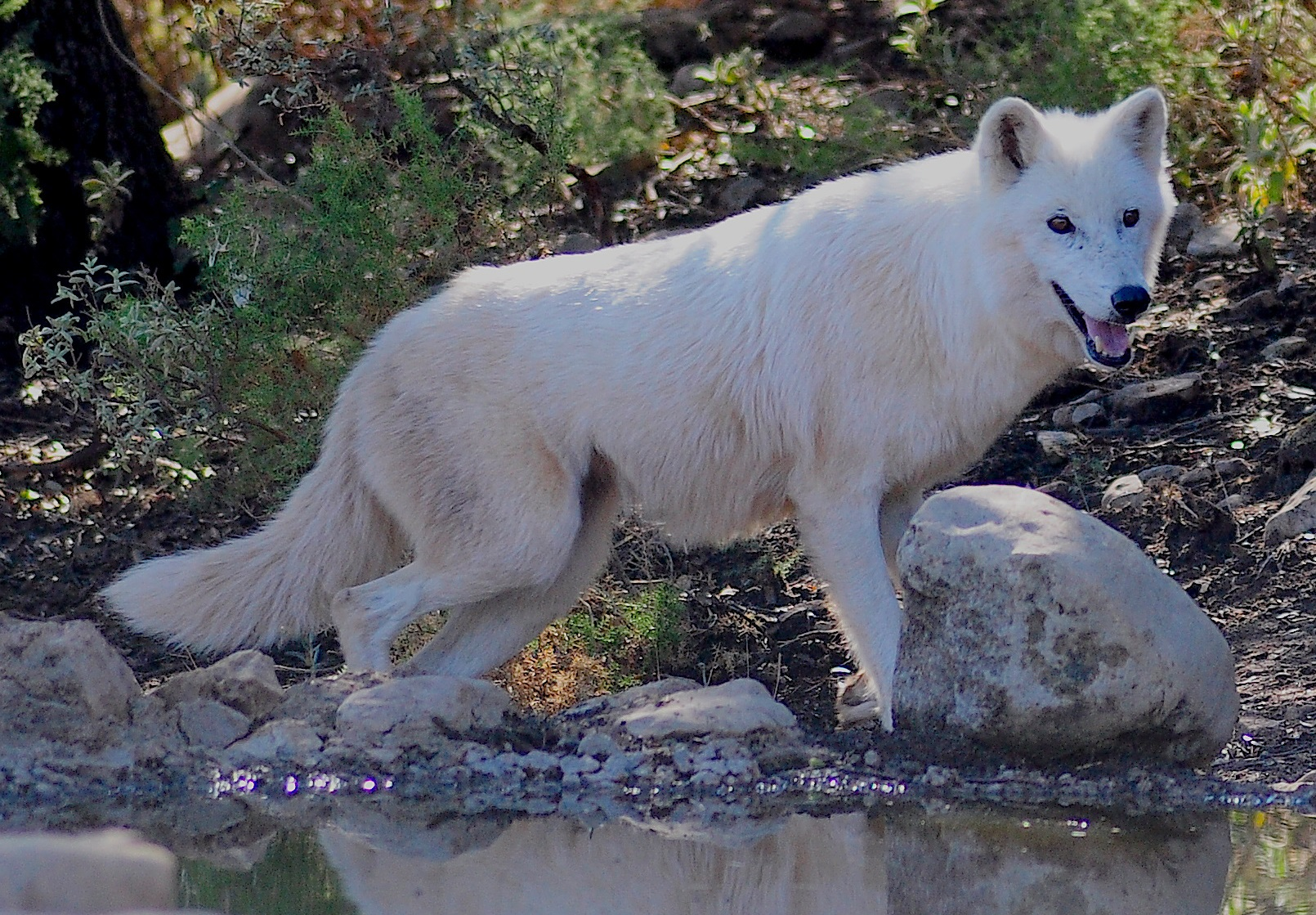
Loup de la toundra d'Alaska (C. l. tundrarum)
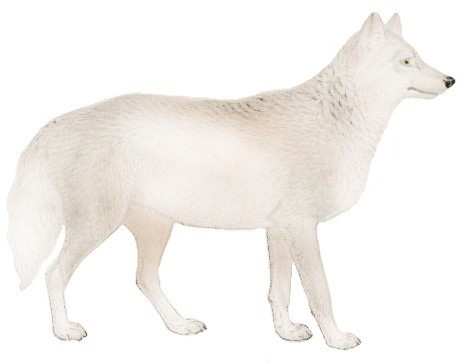
Loup de Terre-Neuve (C. l. beothucus)
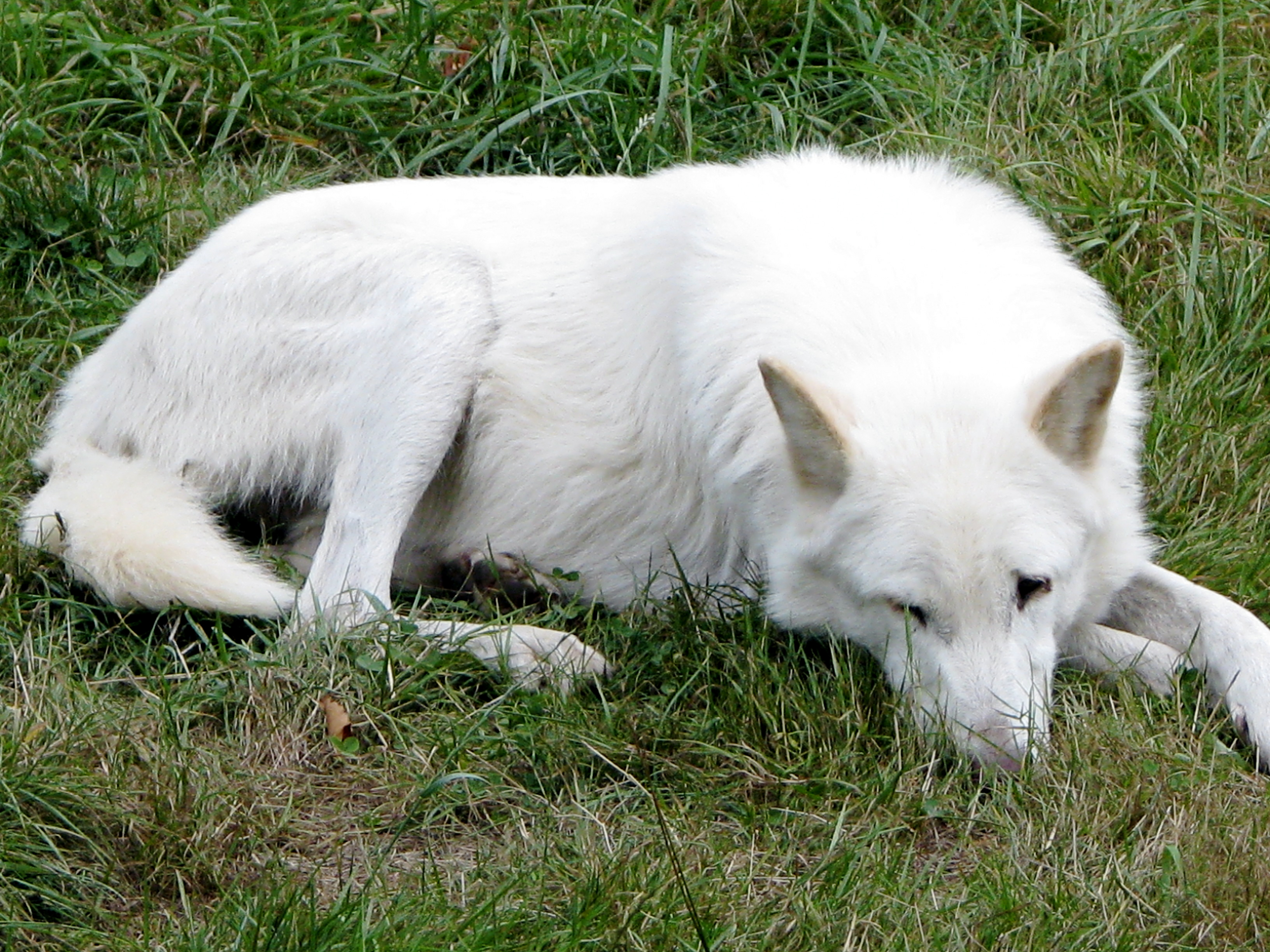
Loup de Vancouver (C. l. crassodon)
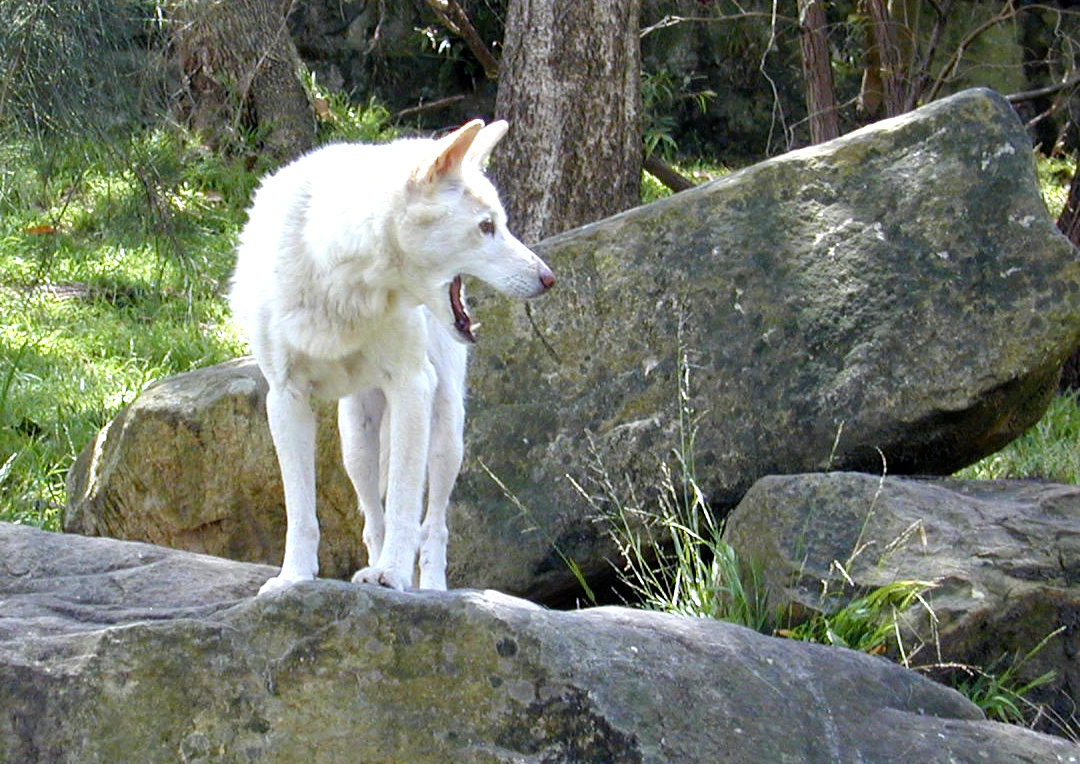
Dingo (C. l. dingo)